# شعيرية حلقية
شعيرية حلقية (الاسم العلمي: Leptothrix discophora) هي نوع من البكتيريا، سلبية الغرام، تتبع الشعيريات (جرثومات).